# Emilio Bianchi (militare 1882)
Emilio Galliano Bianchi (Ancona, 22 febbraio 1882 – Hudi Log, 25 maggio 1917) è stato un militare italiano, decorato di medaglia d'oro al valor militare alla memoria nel corso della prima guerra mondiale.

## Biografia

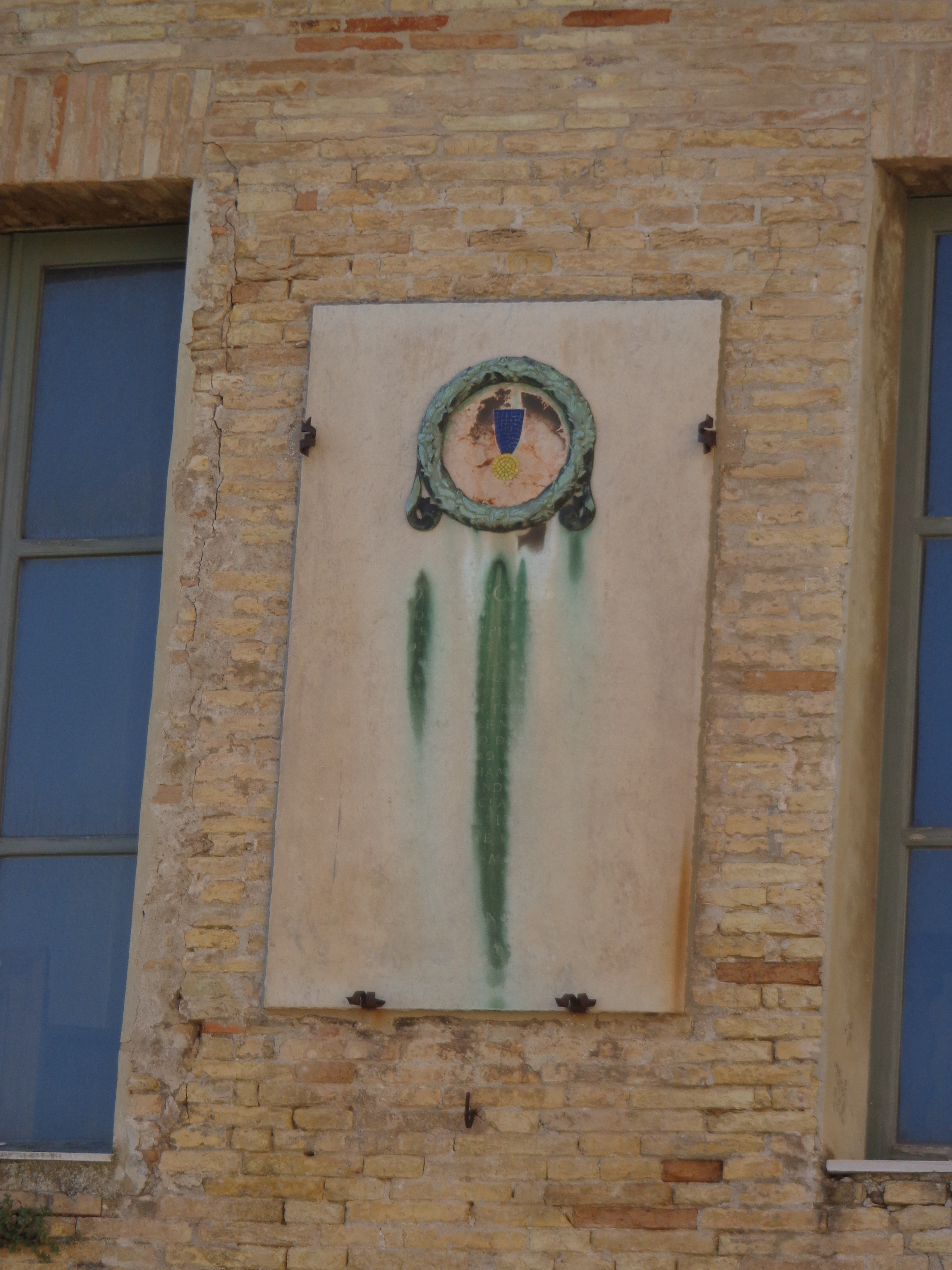
Targa in onore della medaglia d'oro a Emilio Bianchi, in cui viene riportata la motivazione, nel Palazzo degli Anziani.

Nacque ad Ancona il 22 febbraio 1882,  figlio di Valentino e Ginevra Silenzi, all'interno di una modesta famiglia di lavoratori. Rimase orfano di madre in giovane età, trascorse l'infanzia e compì gli studi a Viterbo. Trasferitosi a Roma per lavorare come cameriere, riuscì poi con sacrificio ad aprire una piccola trattoria. Dopo l'entrata in guerra del Regno d'Italia, avvenuta il 24 maggio 1915, nel gennaio dell'anno successivo fu chiamato a prestare servizio militare nel Regio Esercito. Assegnato al 1º reggimento zappatori raggiunse la zona di operazioni in forza alla 84ª Compagnia del I Battaglione dell'89º Reggimento fanteria della Brigata Salerno. Tra il mese di novembre e quello di dicembre prese parte alle operazioni nel settore del Vallone di Doberdò, e nel gennaio 1917 rimase ferito gravemente da una scheggia di granata a Hudi Log venendo ricoverato presso un ospedaletto da campo. Dopo circa un mese, ancora convalescente, chiese ed ottenne di ritornare al suo reparto dove fu assegnato a servizi di cucina. Ottenne di rientrare in prima linea, e il 24 maggio, durante la decima battaglia dell'Isonzo la 84ª Compagnia venne assegnata al III Battaglione per eseguire lavori di rafforzamento della appena conquistata posizione di Boscomalo.  Uscito dal fortino di Nad Bregon sotto il fuoco dell'artiglieria nemica raggiunse Boscomalo iniziando subito a dedicarsi ai lavori di consolidamento delle trincee. Una scheggia di una granata scoppiata lì vicino lo ferì gravemente alla gamba sinistra dilaniandola, e senza emettere un lamento con un coltello recise i lembi di pelle che tenevano attaccato l'arto al resto del corpo mostrandolo quindi, con la mano destra, come incitamento ai suoi compagni. Si spense il giorno successivo presso l'ospedaletto da campo n.5.
Con Decreto Luogotenenziale del 22 dicembre 1917 fu insignito della medaglia d'oro al valor militare alla memoria.
È dedicata a Bianchi una Caserma a Roma presso la Batteria Nomentana, che in passato ha ospitato il 3º Reggimento del genio zappatori e ferrovieri, mentre oggi è sede del Comando logistico dell'Esercito. Sempre ad Emilio Bianchi sono state intitolate due vie, ad Ancona ed a Viterbo. Dal primo dopoguerra sino al 1932 ad Ancona esistette la squadra di calcio Società Sportiva Emilio Bianchi che aveva raggiunto la serie C e che confluì nella Unione Sportiva Anconitana.